# Biserica Sfântul Nicolae din Dăești
Biserica „Sfântul Nicolae” este un monument istoric aflat pe teritoriul satului Dăești; comuna Dăești.

## Istoric și trăsături
Biserica a fost construită între anii 1808-1814, ctitori fiind Epraxia, stareța schitului Ostrov, jupân Tănase, jupân Stoian. Din punct de vedere tipologic este o biserică-sală, cu turlă peste naos.
Biserica a fost extinsă cu pridvor în anul 1854.
Biserica a suferit intervenții care alterează percepția exterioară și interioară asupra monumentului: închiderea cu tâmplărie a pridvorului, modificarea ferestrelor, realizarea turlei actuale, refacerea învelitoarei și repictarea interiorului între anii 1985-1986.

## Imagini

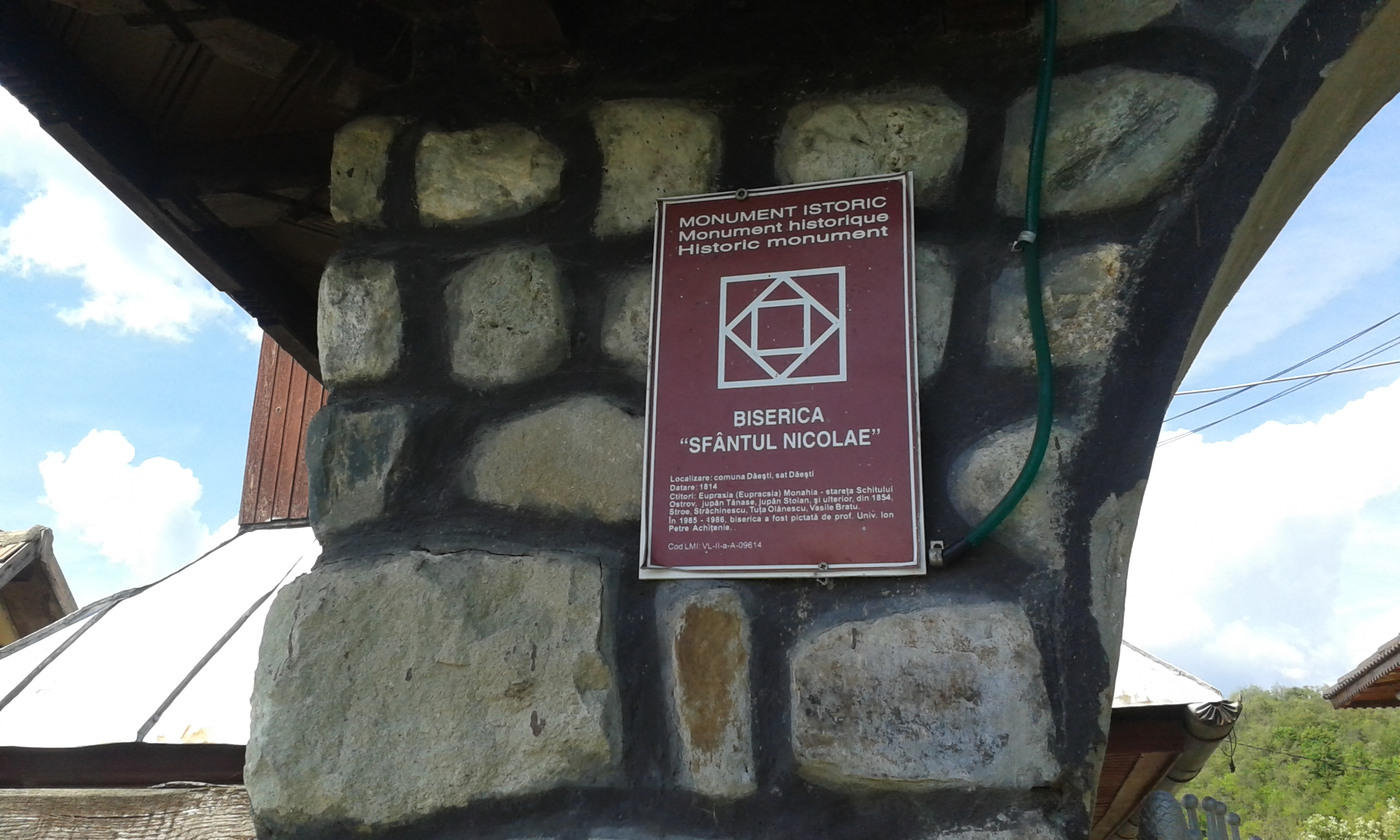
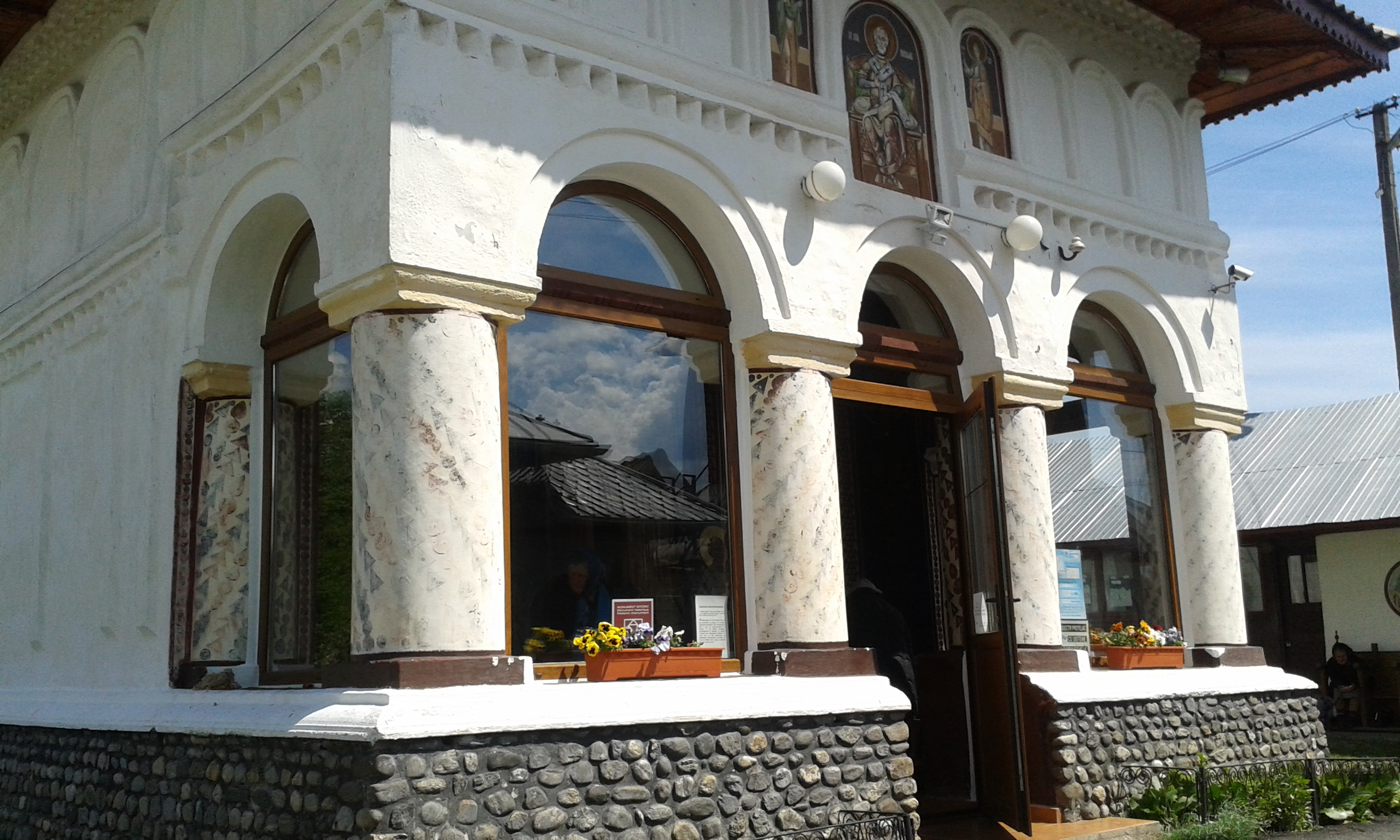
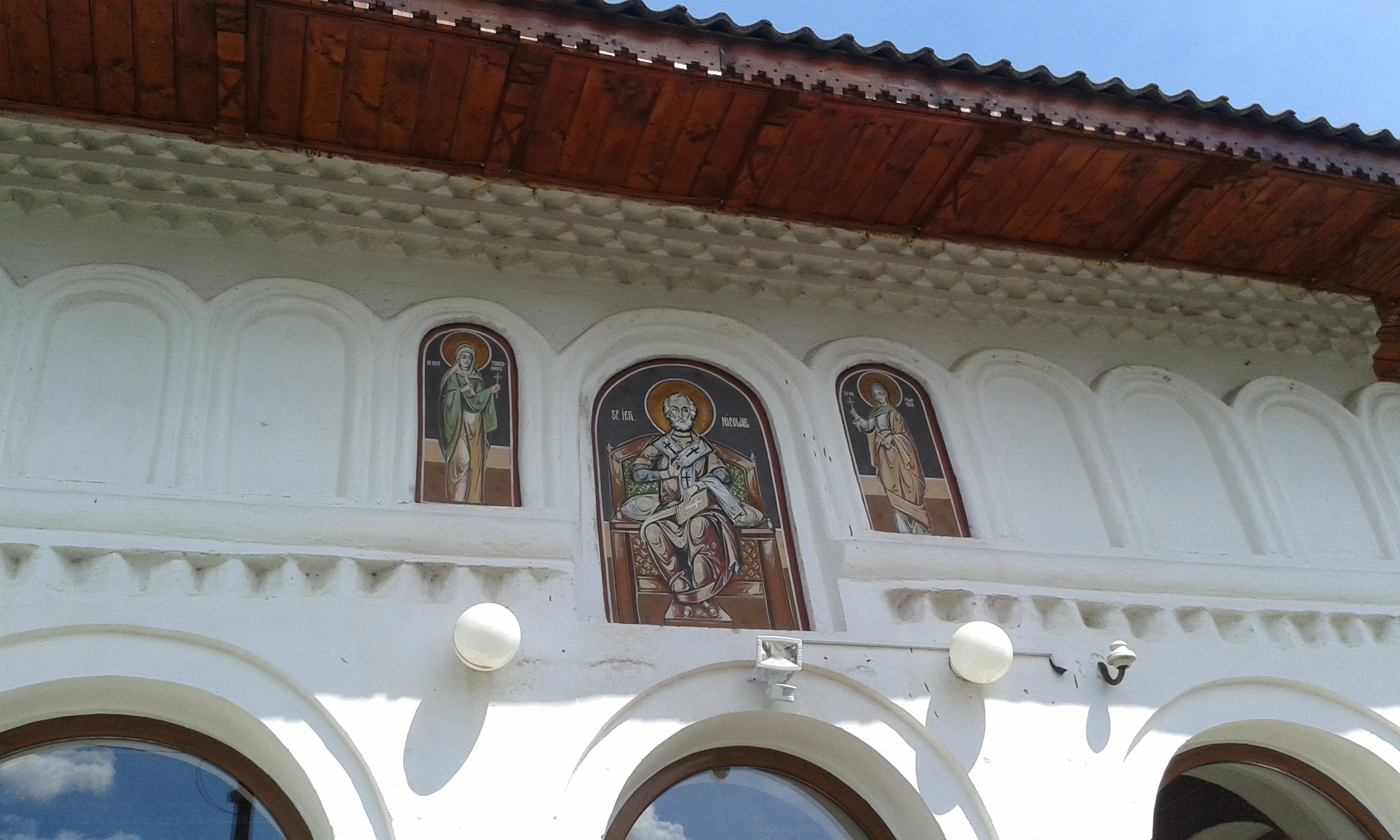
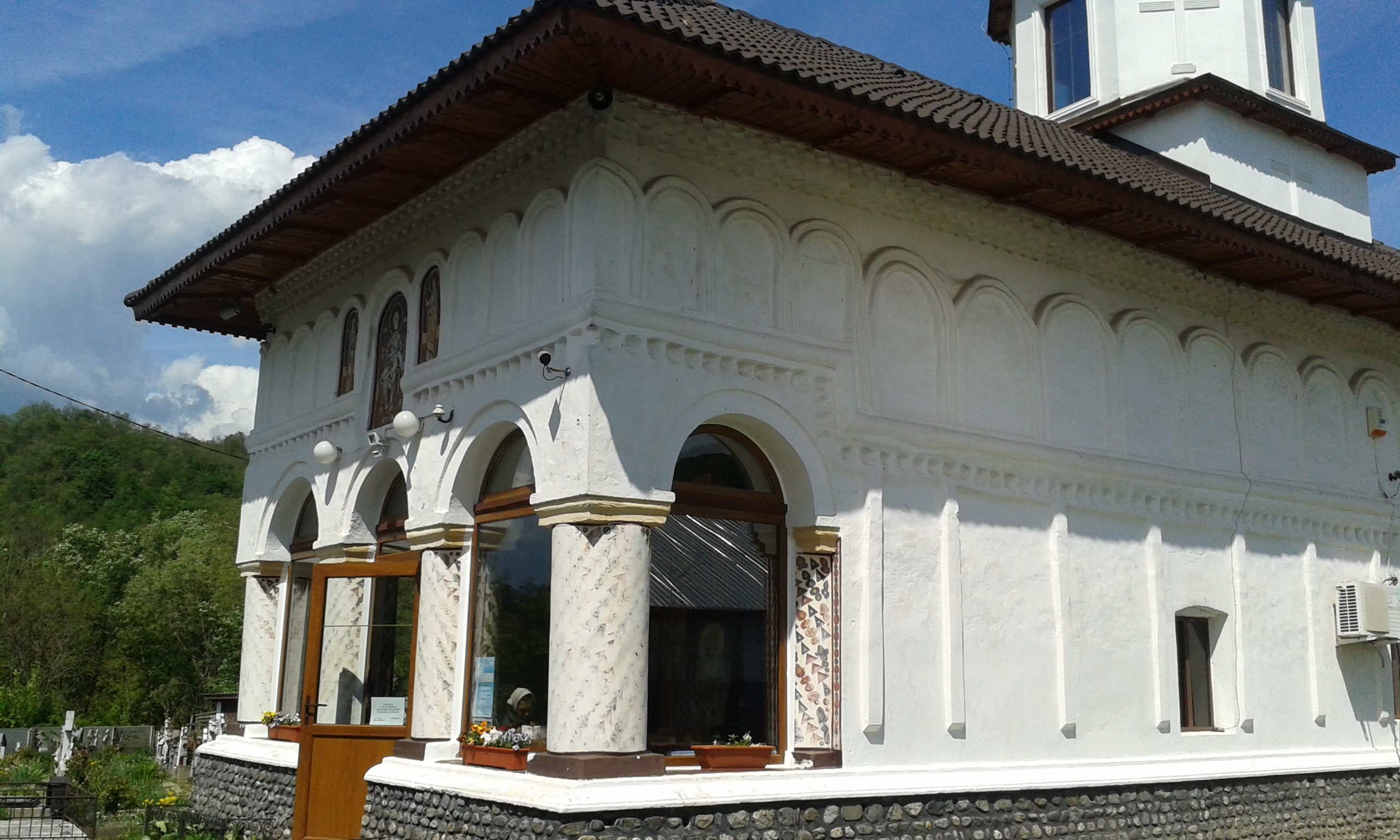
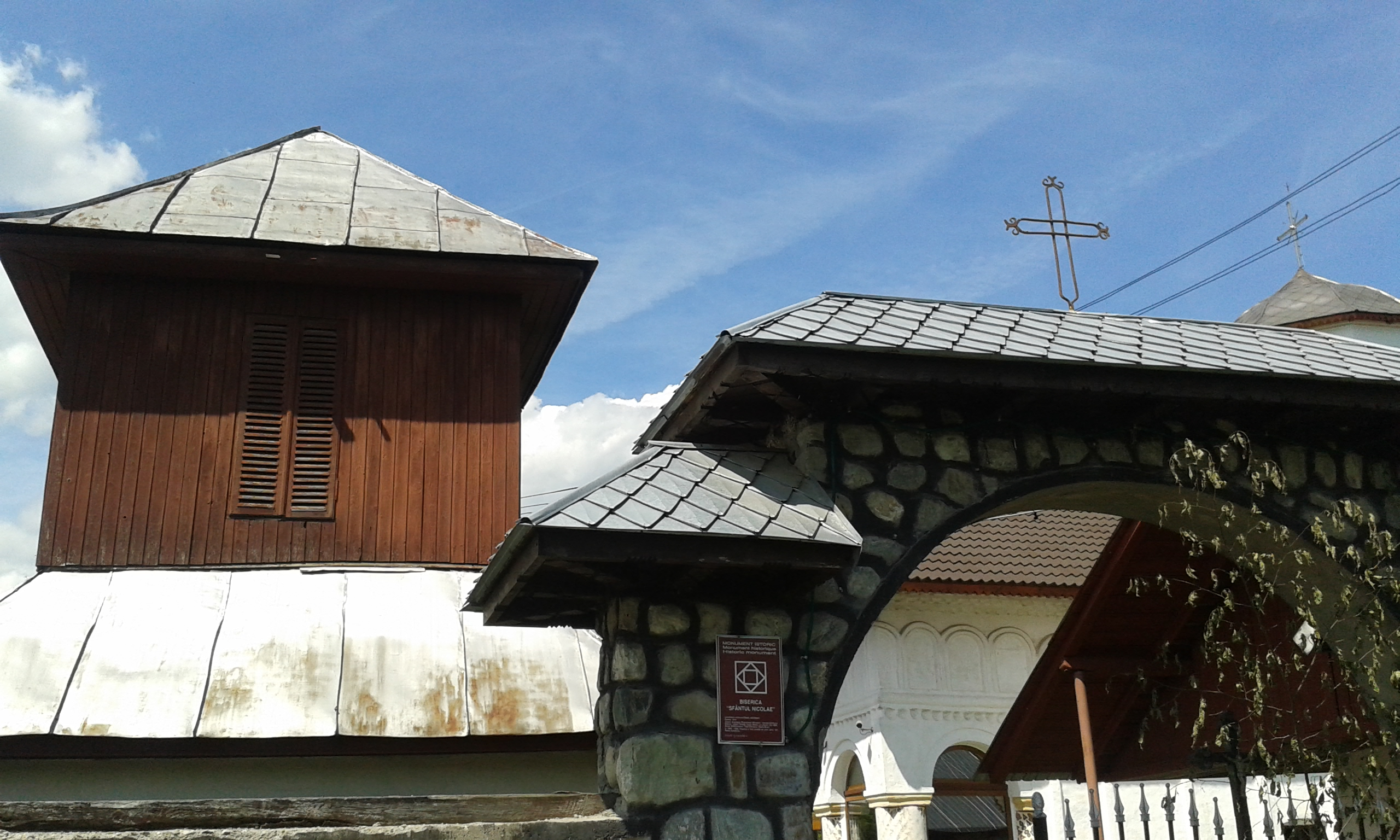
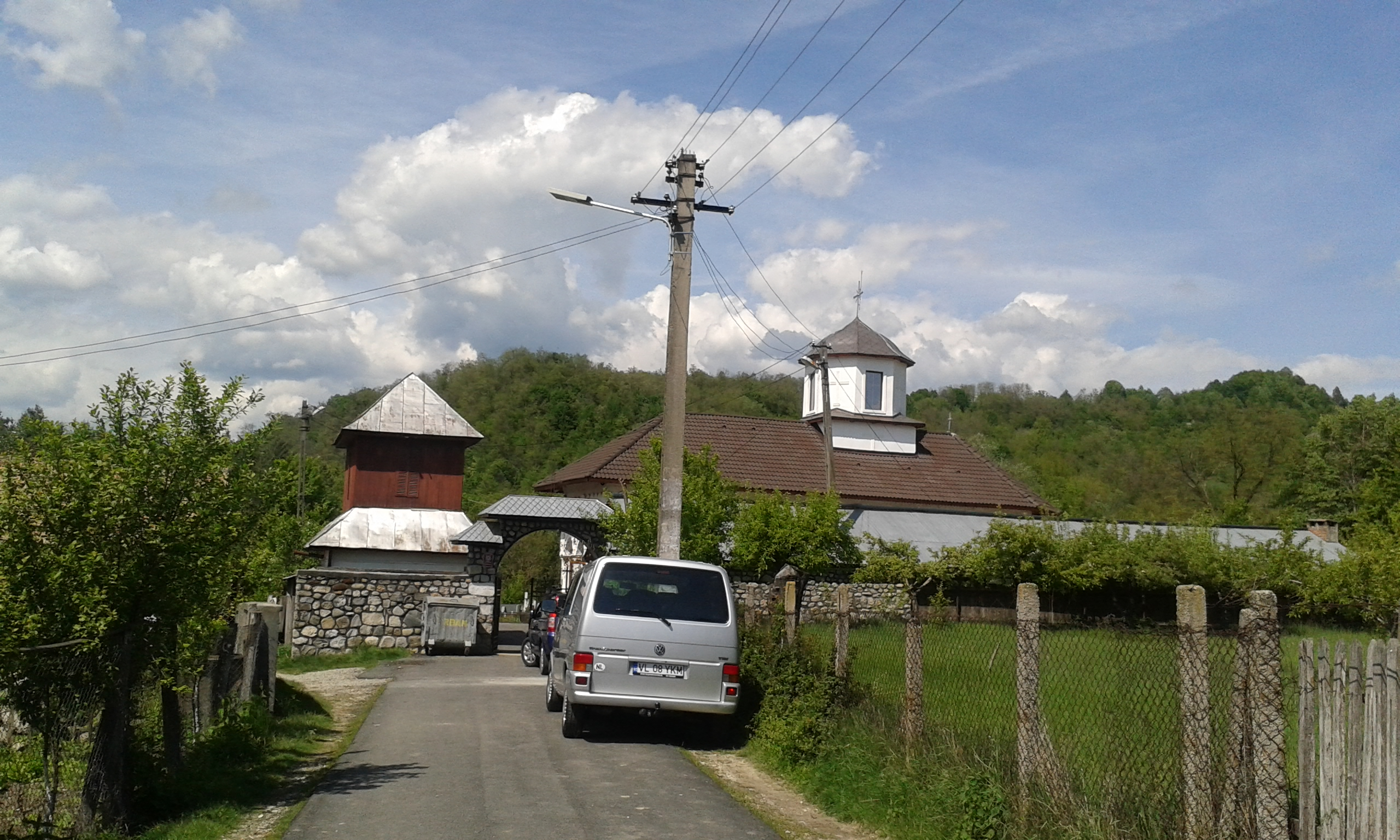